# Поповы
Поповы — русский дворянский род.

Род происходит от Василия Степановича Попова (1745—1822), внука священника. Благодаря близости к Г. А. Потёмкину он получил обширные имения на территории современной Украины: Васильевка, Решетиловка, Караджи.
В 1801 году холостой сановник усыновил своих внебрачных сыновей Павла и Александра. При этом за ними был закреплён дворянский герб, внесённый в Общий гербовник (Часть. XVI, № 29).
Из них старший унаследовал отцовские владения в Новороссии, а младший — в Малороссии. Павел Васильевич (1793—1839) дослужился до чина генерал-майора, как и его сын Василий (1833—1893), выстроивший в васильевском имении кирпичный замок.
Из следующего поколения наиболее примечателен Павел Васильевич (1869—1943), устроитель крымского имения Караджи.

## Прочие Поповы
Известны ещё несколько родов Поповых, гербы которых были записаны в Части XIV; XVII; XVII; XIX Общего гербовника дворянских родов Всероссийской империи, страницы 155; 98; 113; 103 (соответственно).
В частности, детям Степана Попова, действительному статскому советнику Гавриилу и дочери Екатерине, а также внукам Гавриилу, Николаю и Константину Николаевичам 3 ноября 1844 года пожалован диплом на потомственное дворянское достоинство (Герб. XI, 150).